# Tournoi de tennis de Québec (WTA 1995)
Le tournoi de tennis de Québec est un tournoi de tennis professionnel féminin. L'édition 1995, classée en catégorie Tier III, se dispute du 30 octobre au 5 novembre 1995.
Brenda Schultz remporte le simple dames. En finale, elle bat Dominique Monami, décrochant à cette occasion le 5e titre de sa carrière sur le circuit WTA.
L'épreuve de double voit quant à elle s'imposer Nicole Arendt et Manon Bollegraf.

## Résultats en simple

### Parcours
| No | Joueuse          | Résultat | Ultime adversaire      |
| -- | ---------------- | -------- | ---------------------- |
| 1  | Rene Simpson     | 2e tour  | Laurence Courtois      |
| 2  | Sonya Jeyaseelan | 1er tour | Inés Gorrochategui (7) |

## Résultats en double

### Parcours
| No | Équipe                            | Résultat      | Ultimes adversaires         |
| -- | --------------------------------- | ------------- | --------------------------- |
| 1  | Lindsay Lee-Waters Shaun Stafford | 1/4 de finale | Dominique Monami Maja Murić |

| No | Équipe                        | Résultat | Ultimes adversaires           |
| -- | ----------------------------- | -------- | ----------------------------- |
| 1  | Sonya Jeyaseelan Jana Nejedly | 1er tour | Els Callens Laurence Courtois |